# Eriskirch
Eriskirch – miejscowość i gmina w Niemczech, w kraju związkowym Badenia-Wirtembergia, w rejencji Tybinga, w regionie Bodensee-Oberschwaben, w powiecie Jezioro Bodeńskie, wchodzi w skład związku gmin Eriskirch-Kressbronn am Bodensee-Langenargen. Leży nad rzeką Schussen.

## Współpraca
Miejscowość partnerska:
- Nerchau, Saksonia